# Callum Braley
Callum Edward Braley (Bristol, 20 marzo 1994) è un rugbista a 15 internazionale per l'Italia, mediano di mischia del Northampton.

## Biografia
Cresciuto nel Bristol, club della sua città natale, fece parte delle categorie giovanili nazionali inglesi e disputò il mondiale giovanile 2014 con la Under-20 in Nuova Zelanda; dopo due stagioni in Championship con il Bristol fu dichiarato in uscita dal club.
La sua successiva destinazione fu Gloucester, con cui esordì in Premiership nel novembre successivo contro gli Harlequins: con tale club vinse nel 2015 la Challenge Cup e trascorse qualche mese in prestito all'Hartpury College, squadra facente capo all'università nel Gloucestershire in cui Braley compì gli studi.
In ragione delle origini italiane del suo nonno materno (nato a Ribera, in provincia di Agrigento), Braley fu convocato dal C.T. della nazionale azzurra Conor O'Shea al raduno in preparazione del Sei Nazioni 2019.
Dell'agosto successivo è l'esordio di Braley per l'Italia, a Dublino in occasione di un test match di preparazione alla Coppa del Mondo 2019, competizione alla quale è giunta successivamente la convocazione dal C.T. della squadra italiana.
Il nuovo commissario tecnico Franco Smith lo conferma nella rosa della Nazionale che partecipa al Sei Nazioni 2020, nel corso del quale parte da titolare nel match perso a Cardiff contro il Galles.
Il 6 febbraio 2020 il Benetton Rugby ufficializza la sottoscrizione di un contratto con Braley sino al 30 giugno 2022, con opzione per un terzo anno.
Nel corso del Sei Nazioni 2022 realizza la sua prima meta con la maglia della nazionale italiana il 12 marzo contro la Scozia allo Stadio Olimpico di Roma.
Il 20 aprile 2022 annuncia il proprio ritiro dall’attività internazionale.

## Palmarès
- Challenge Cup: 1
Gloucester: 2014-15
- Pro14 Rainbow Cup: 1
Benetton Treviso: 2020-21